# Cantonul Bouillante
Cantonul Bouillante este un canton din arondismentul Basse-Terre, Guadelupa, Franța.